# PB-386

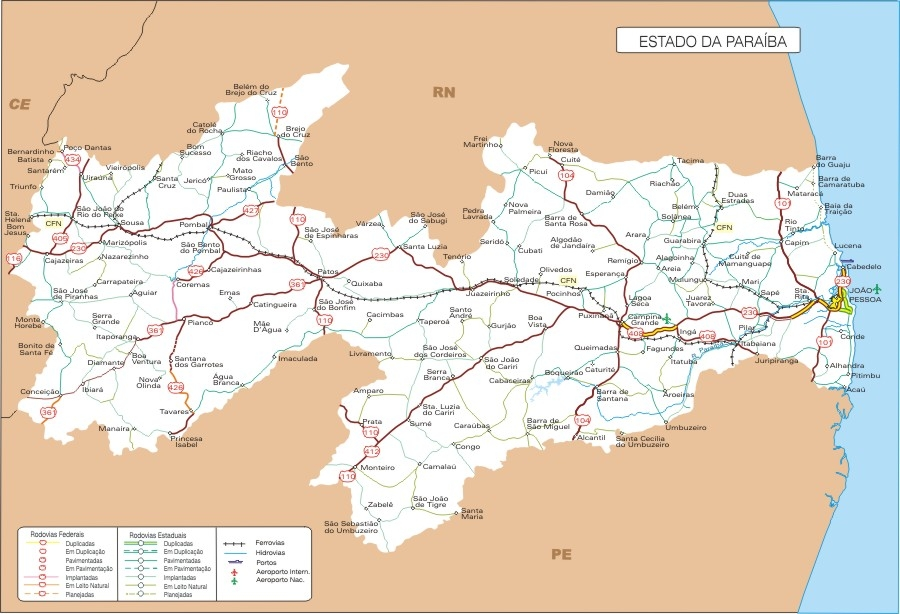
Mapa Rodoviário da Paraíba

A PB-386 é uma rodovia brasileira do estado da Paraíba, a principal que corta toda a Região Metropolitana do Vale do Piancó. Ela adentra também o vizinho estado do Ceará.